# るんは風の中
『るんは風の中』（るんはかぜのなか）は、1979年に『月刊少年ジャンプ』に掲載された手塚治虫の短編読み切り漫画。総ページ数は扉絵を含め36ページ。手塚治虫漫画全集『タイガーブックス』第4巻に収録。

## 概要
思春期に経験する初恋の切なさを描いている。
手塚治虫本人の監督により1985年4月に本編25分の短編アニメとして完成。テレビアニメとして制作されたが、放送は叶わずに1989年7月にNHKエンタープライズよりビデオグラムとして発売された（VHSでのリリース、『安達が原』と『緑の猫』を併録、ASIN B00005H583）。
2000年4月13日にテレビ朝日系列にて「手塚治虫劇場」というタイトルで『ふしぎなメルモ』『カノン』と共にドラマ化された。

## あらすじ
憂鬱な高校生活を送っている少年・アキラは、ある日、高架下の薄暗い通路で、ポスターの中の女の子に一目惚れしてしまう。彼女をポスターごと家に持ち帰ったアキラは、彼女を''るん''と名付ける。気だるい日々を送る中で、彼は唯一気の許せる存在となっていく''るん''に対する興味が尽きず、ついには''るん''そのものを探す決意をしたのだった。

## 登場人物
豊田明
主人公。高校生。根は明るいが孤独で空虚な日常を送っている中、''るん''に出会う。母はおらず父子家庭。
アニメ版では中学2年生の設定。
るん
ヒロイン。ポスターの中の少女。ポスターの中からアキラに話しかけ、やがてアキラの良き対話相手になってゆく。
''るん''という名は、''るん''が写っているポスターに書かれていたキャッチコピーに由来している。''るん''のポスターはもともとはコーヒーのポスターで、広告コピーとして「五人いるんです! 家中みんながネスコ・コーヒー党なのです!」と書かれていた。アキラがポスターから余計な部分を切り取る時に、「いるんです」の「るん」が目に止まったことから名付けられた。
三輪南平
著名な商業デザイナー。十数年前に撮影された''るん''の写真をコーヒーのポスターとして使った人物で、当時中学3年生だった''るん''を現在は妻としている。アキラの訪問を受け、''るん''のポスターが作られたいきさつをアキラに説明し、現在の''るん''をアキラに引き合わせる。
三輪南平夫人
現在の''るん''。ポスターの''るん''の写真が撮影された頃から十数年経過しており、品のよい小太りの中年女性の容姿で描かれている。
三輪克子
三輪南平の娘。ポスターの中の''るん''、つまり三輪南平夫人のかつての容姿にそっくり。終幕近く、アキラのもとを訪ねてくる。
その他、脇役として教師役にノラキュラ。手塚作品におけるスター・システムの定型通り、嫌味なキャラクターでアキラをいじめる。アキラの父親はセリフのみの登場で、容姿は描かれていない。

## オリジナルアニメ版

### キャスト
- るん - 島津冴子
- 豊田明 - 井上和彦
- 三輪南平 - 富山敬
- 奥さん - 峰あつ子
- 数学の先生 - キートン山田
- 英語の先生 - 緒方賢一
- 国語の先生 - 北村弘一
- 明の父 - 飯塚昭三
- お手伝いさん - 京田尚子
- 野球部員 - 山崎哲也、山口健
- クラスメート - 堀川亮
- ガールフレンド - 佐藤あい

### スタッフ
- 原作・監督 - 手塚治虫
- 脚本・絵コンテ・演出 - 西村緋禄司
- プロデューサー - 松谷孝征
- 音楽 - 小六禮次郎
- 美術 - 宮本清司
- 編集 - 井上和夫
- 制作 - 手塚プロダクション

## テレビドラマ版
2000年4月13日、『手塚治虫劇場』の中の一作としてドラマ化された。
2000年代に合わせるため、原作ではポスターという設定をインターネットで見つけた画像写真という形で物語が始まる。

### テレビドラマ版キャスト
- アキラ - 今井翼
- るん - 池脇千鶴

## 単行本
- 講談社手塚治虫漫画全集 MT124『タイガーブックス』第4巻（講談社、1979年、ISBN 978-4061087248）
- 収録作品：
  -     - 「モンモン山が泣いてるよ」
    - 「ヤジとボク」
    - 「0次元の丘」
    - 「るんは風の中」
    - 「女郎蜘蛛」
    - 「お常」
- 集英社文庫『手塚治虫名作集 (2)』（集英社、1995年、ISBN 978-4087482904）
  - 収録作品：
    - 「雨ふり小僧」
    - 「るんは風の中」
    - 「モモンガのムサ」
    - 「四谷快談」
    - 「山太郎かえる」
    - 「ミューズとドン」

## リメイク
石田敦子によるリメイク作品初恋は風の中が『テヅコミ』（マイクロマガジン社）Vol.02に掲載、『三つ目がわらう』単行本に収録。